# Бурж-3 (кантон)
Бурж-3 (фр. Bourges-3) — кантон во Франции, находится в регионе Центр, департамент Шер. Входит в состав округа Бурж.
Код INSEE кантона — 1832. В кантон Бурж-3 входит одна коммуна — Бурж.
Население кантона на 2007 год составляло 20 957 человек.